# Confessio est regina probatio
Confessio est regina probationum è una frase in lingua latina che significa la confessione è la prova regina. 
Negli antichi sistemi penali (e in parte tuttora) la confessione era considerata una prova, per la soluzione della controversia, talmente vincolante che ne determinava gli esiti. 
Il giudice, attualmente, è vincolato da una confessione in quanto prova legale ma, in passato, per ottenere le confessioni non si aspettava una libera dichiarazione da parte del soggetto ma veniva impiegata la tortura giudiziale per estorcere una confessione che in realtà rappresentava l'unico tentativo da parte del torturato per sfuggire e porre fine ai supplizi. 
Il valore della confessione data sotto tortura viene ampiamente demolito da Cesare Beccaria nel suo  volumetto Dei delitti e delle pene dove sostiene l'inutilità della tortura al pari di quella della pena di morte.